# Saúde no Brasil

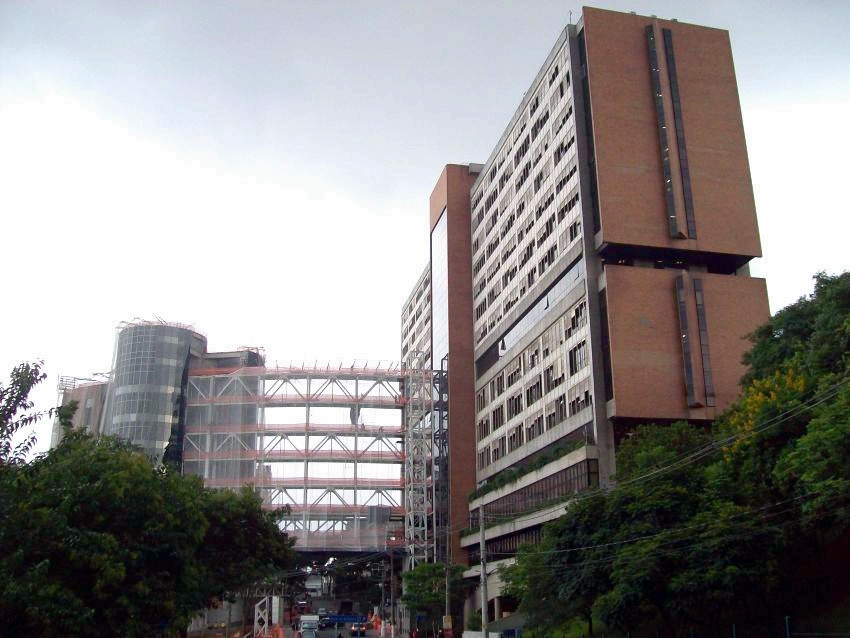
Hospital Albert Einstein em São Paulo

A saúde no Brasil, assim como na maioria dos países, é regida por diversos fatores, que incluem clima, as necessidades da população e sua interação com o meio ambiente. Em um país de tão extensas dimensões territoriais como o Brasil, devem também ser levadas em consideração as diferenças culturais das regiões.

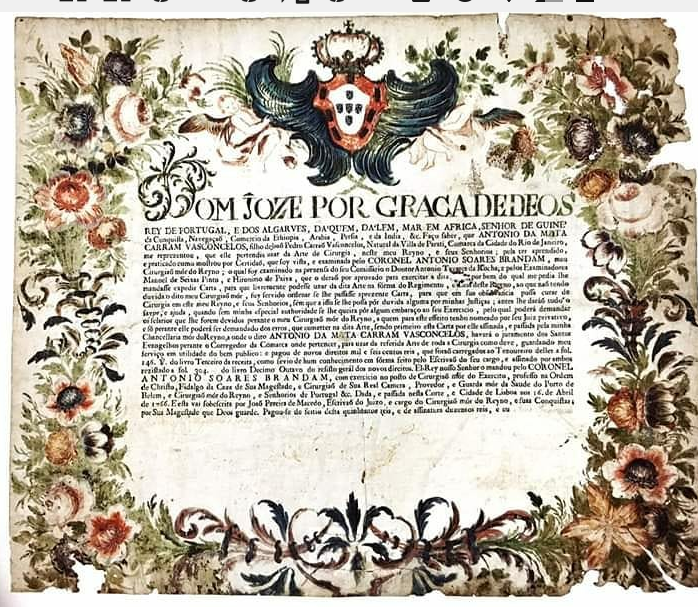
Diploma de médico no Brasil em 1766.

## Principais centros de formação e pesquisa nacionais
No Brasil existem importantes centros de pesquisa e formação na área de Medicina e Saúde. Alguns deles podem ser destacados:
- Hospital das Clínicas da Faculdade de Medicina da Universidade de São Paulo

Possui 62 laboratórios atuando na pesquisa em todos os ramos das ciências da saúde. Seu centro cardiológico INCOR é considerado um dos três maiores centros cardiológicos do mundo em volume de atendimento.
- Hospital das Clínicas da Universidade Federal de Minas Gerais

- Fundação Oswaldo Cruz

Seus laboratórios são considerados centros de referência, capazes de dar respostas imediatas a problemas emergenciais, como epidemias ou novas doenças. Nas áreas de pesquisa e ensino, seus projetos produzem conhecimentos para o controle de doenças como Aids, malária, Chagas, tuberculose, hanseníase, sarampo, rubéola, esquistossomose, meningites e hepatites.

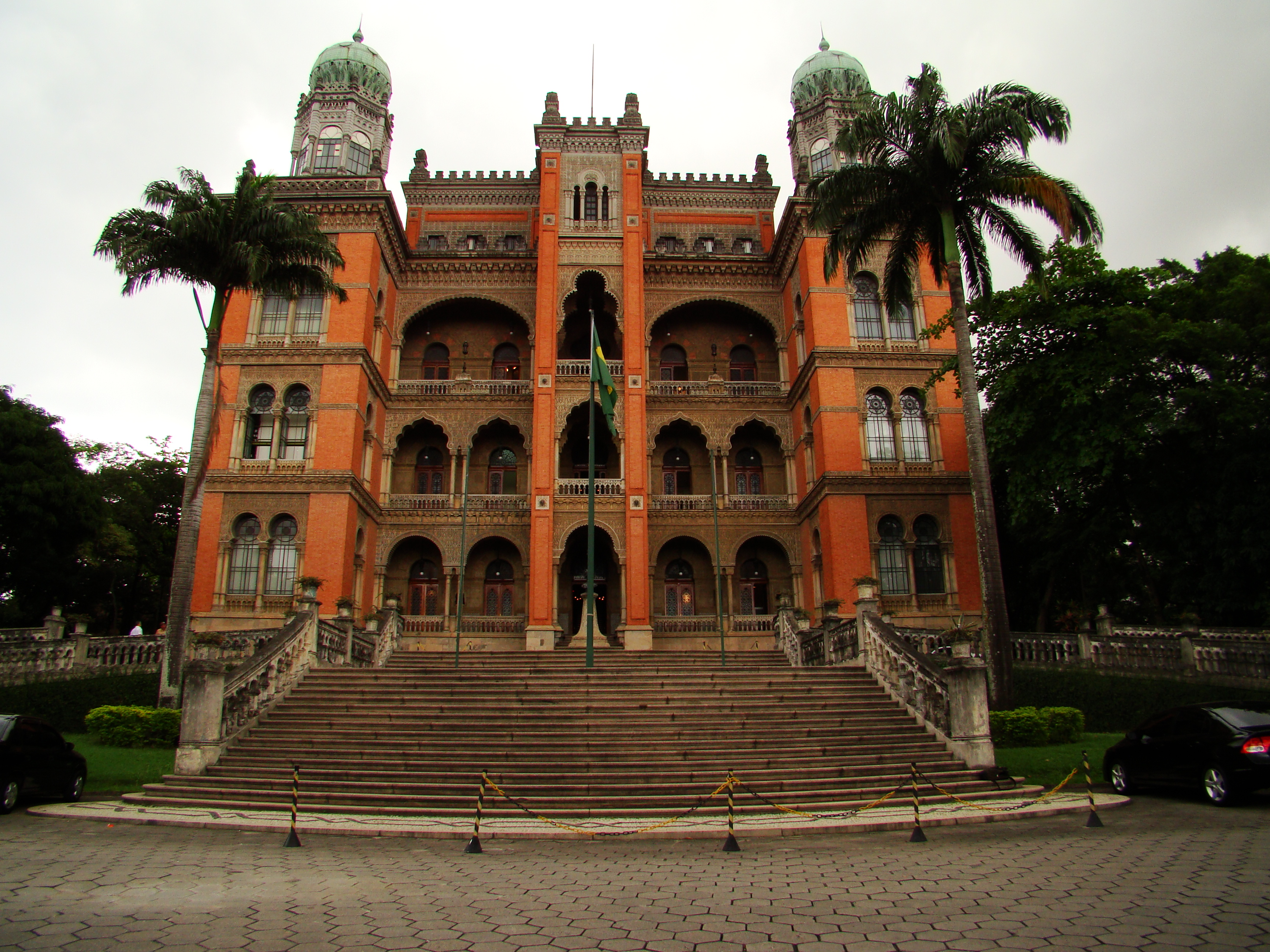
Sede da Fundação Oswaldo Cruz, no Rio de Janeiro

O país é sede de uma série de organizações internacionais de saúde, tais como o Centro Latino-Americano e do Caribe de Informação em Ciências da Saúde, mais conhecido por BIREME, acrônimo de
sua denominação original em português Biblioteca Regional de Medicina, e o Instituto Edumed.
Até 2017, existiam no Brasil 279 faculdades de medicina (entre particulares e públicas) oferecendo anualmente 27 360 vagas. Destas 279 faculdades, 49 estavam em São Paulo, 42 em Minas Gerais e 20 no Rio de Janeiro (os três estados com mais faculdades - 111 ao todo), oferecendo anualmente 11 601 vagas ou 42,4% do total do país.

## Panorama Geral
Há que se ressaltar que o modelo de administração da saúde pública no Brasil foi
substancialmente modificado a partir da promulgação da Constituição Brasileira de 1988, que definiu as diretrizes a serem seguidas para a criação de um sistema unificado e integrado de saúde, com autonomia dos Estados e Municípios, participação popular na gestão e principalmente estabelecendo a saúde como "um direito de todos e um dever do Estado", conforme o artigo 196 da Constituição.
A Lei que criou esse sistema unificado de saúde viria a ser promulgada dois anos depois, criando o SUS (Lei Orgânica da Saúde nº 8080/90).

### Padrão demográfico e seu impacto no Sistema de Saúde
A partir dos anos 40, teve início o declínio dos níveis de mortalidade no País, graças aos avanços obtidos no sistema de saúde pública, na previdência social, na infraestrutura urbana e nas legislações trabalhistas. Contribuiu também o avanço nos conhecimentos científicos na área químico-farmacêutica, que levou ao controle e redução de várias doenças, principalmente as infectocontagiosas e pulmonares, que eram as maiores responsáveis
pelos altos níveis de mortalidade daquela época.
A partir da metade dos anos 70, ocorreu uma acentuada transformação no padrão demográfico brasileiro, com uma significativa queda da fecundidade associada à redução da mortalidade infantil, as migrações e a urbanização, as transformações econômica e
cultural, a reorganização na composição e tamanho da família, entre outros fatores. Esse quadro foi se acentuando ao longo dos anos. Um dos resultados desse conjunto de mudanças foi o progressivo envelhecimento da população, gerando impactos e novas demandas para o sistema de saúde. O Índice de envelhecimento da população brasileira saltou de 7,5% em 1970 para 39,7% em 2016.Tab.6 
Por outro lado, o padrão do perfil epidemiológico do País também
mudou ao longo do período 1970-2010. Se antes era caracterizado por doenças e óbitos por causas infecciosas e transmissíveis, passou a ser progressivamente substituído pelo de doenças crônicas, degenerativas e causas externas ligadas a acidentes e violência.
A redução da desnutrição em crianças e adultos e o aumento da prevalência de excesso de peso e obesidade na população em geral são também resultados dos processos em curso. Seção Saúde

### Desigualdades na distribuição de médicos no Brasil

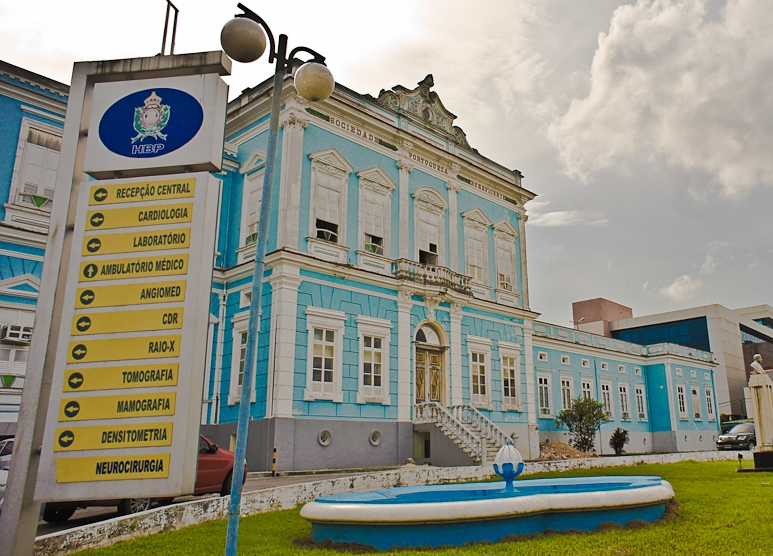
Hospital Beneficente Portuguesa, em Manaus.

Segundo o estudo "Demografia Médica no Brasil-Vol 1", realizado em 2011 pelo CFM e pelo CREMESP, não faltam médicos de forma generalizada no Brasil, porém a concentração é desigual, determinada pelo mercado, pela concentração de renda, pelas disparidades regionais e pela distribuição das especialidades médicas. pág.10

A expansão do Sistema Único de Saúde (SUS) e a ampliação
do segmento regulamentado de planos e seguros
de saúde privados intensificaram mecanismos de intervenção do Estado e do mercado
sobre a profissão médica.pág.11
No mesmo estudo "Demografia Médica no Brasil-Vol 2", o CFM e o CREMESP
concluem que "há uma má gestão federal, na medida em que anuncia uma meta nacional
de 2,5 médicos por mil habitantes mas não diz como irá diminuir as desigualdades de
concentração de médicos entre regiões e municípios, entre serviços e entre os setores
público e privado da saúde".

Em 1970 existiam no Brasil cerca de 60 mil médicos para uma população de 94,5 milhões de habitantes (um médico por cerca de 1,34 mil habitantes). Em 2011, eram cerca de 678 mil médicos para uma população de 207,5 milhões de habitantes (um médico por cerca de 399 habitantes).
Em 2016, esta relação estava próxima de 3 médicos por mil habitantes (ou um médico por 375 habitantes).
A nível regional, as disparidades ficam evidentes.pág.29 (Dados de 2016):
- Brasil: 2,81 médicos por mil habitantes (um médico por 450 habitantes)
- Região Sudeste: 4,05 médicos por mil habitantes (um médico por 320 habitantes)
- Região Sul: 3,39 médicos por mil habitantes (um médico por 380 habitantes)
- Região Centro-Oeste: 3,4 médicos por mil habitantes (um médico por 400 habitantes)
- Região Nordeste: 2,5 médicos por mil habitantes (um médico por 700 habitantes)
- Região Norte: 2,0 médicos por mil habitantes (um médico por 900 habitantes)

A conclusão é que, como já descrito anteriormente, existe uma má distribuição por conta tanto do mercado de trabalho e concentração de renda, como pela "negligência do governo federal em implantar planos de carreira e melhorar as condições de trabalho, que poderiam atrair e fixar médicos no SUS".

Segundo o estudo, "são autorizados novos cursos e mais vagas de Medicina sem a mínima
qualidade da graduação (...) e não são garantidas vagas na Residência Médica para todos os formados".pág.9&10
Em julho de 2013, foi lançado pelo governo federal o Programa Mais Médicos, com o objetivo de atrair profissionais brasileiros e estrangeiros para atuar no interior do país. O programa estabelece ainda que os cursos de formação em Medicina tenham dois anos a mais (passando a ter oito anos) e torna obrigatória a prestação de serviços no SUS nestes dois anos extras.

Estas medidas não foram bem aceitas pelos conselhos de medicina, provocando protestos. O CFM e outras associações médicas anunciaram ainda no mês de julho de 2013, o seu desligamento de comissões do Ministério da Saúde das quais participavam, entre elas a Comissão Nacional de Residência Médica e o Conselho Nacional de Saúde.

## Indicadores
Fonte: Ministério da Saúde,

### Mortalidade Infantil
- Óbitos infantis por faixa etária da criança (por 10 mil nascidos vivos) no Brasil

| Ano  | 0 a 6 dias | 7 a 27 dias | 28 dias a 1 ano | 1 a 5 anos | Total |
| ---- | ---------- | ----------- | --------------- | ---------- | ----- |
| 2004 | 115        | 35          | 76              | 266        | 492   |
| 2006 | 108        | 31          | 67              | 248        | 454   |
| 2008 | 92         | 28          | 55              | 205        | 380   |
| 2010 | 85         | 26          | 49              | 186        | 346   |

### Mortalidade Materna
- Óbitos maternos por faixa etária da mãe - causas maternas (por 100 mil nascidos vivos) no Brasil

| Ano  | 10 a 14 anos | 15 a 19 anos | 20 a 29 anos | 30 a 39 anos | 40 a 49 anos | 50 a 59 anos | Total |
| ---- | ------------ | ------------ | ------------ | ------------ | ------------ | ------------ | ----- |
| 2004 | 17           | 240          | 684          | 569          | 126          | 4            | 1640  |
| 2006 | 16           | 250          | 677          | 542          | 127          | 10           | 1622  |
| 2008 | 11           | 236          | 691          | 569          | 163          | 11           | 1681  |
| 2010 | 26           | 247          | 731          | 583          | 128          | 3            | 1718  |

De acordo com o governo brasileiro, os problemas são mais graves para a saúde:
- Mortalidade por doenças não-transmissíveis: 151,7 óbitos para cada 100.000 habitantes causadas por doenças cardíacas e circulatórias, juntamente com 72, óbitos para cada 100.000 habitantes causada pelo câncer.
- Mortalidade provocada por causas externas (transportes, violência e suicídio): 71,7 óbitos para cada 100.000 habitantes (14,9% de todas as mortes no país), atingindo 82,3 mortes ocorridas na região sudeste.

Segundo um estudo da Economist Intelligence Unit na Grã-Bretanha sobre a qualidade da morte divulgado em 2010, o Brasil ficou em antepenúltimo lugar entre os quarenta países pesquisados devido a deficiências no tratamento paliativo, à disponibilidade de medicamentos analgésicos e às políticas públicas.

## Organização
O sistema de saúde brasileiro é composto por um grande sistema público, gerido pelo Estado, chamado Sistema Único de Saúde (SUS), que serve à maioria da população, e pelo setor privado, gerido por fundos de seguros de saúde privados e empresários.
O SUS foi criado em 1988 pela Constituição brasileira e é regido por três princípios básicos:
- Universalidade – artigo 196: "A saúde é direito de todos e dever do Estado"
- Integralidade – artigo 198: no inciso II, confere ao Estado o dever do "atendimento integral, com prioridade para as atividades preventivas, sem prejuízo dos serviços assistenciais" em relação ao acesso que todo e qualquer cidadão tem direito.
- Equidade – O princípio da equidade está relacionado com o mandamento constitucional de que "saúde é direito de todos", previsto no já mencionado artigo 196 da Constituição. Busca-se aqui preservar o postulado da isonomia, visto que a própria Constituição, no artigo 5º, institui que "todos são iguais perante a lei, sem distinção de qualquer natureza", ou seja, todos os cidadãos, de maneira igual, devem ter seus direitos à saúde garantidos pelo Estado.

As políticas da saúde devem estar orientadas para a redução das desigualdades entre os indivíduos e grupos populacionais, sendo os mais necessitados aqueles para os quais devem ser prioritariamente direcionadas as políticas. O SUS tem também orientações para a execução destas políticas, tendo como ponto principal a participação popular, que define que todas as políticas estão a ser planejadas e supervisionados diretamente pela população, nos bairros, municípios e estados, principalmente organizando as conferências municipais, estaduais e nacionais de saúde.
Importantes avanços foram obtidos com a aprovação da Emenda Constitucional nº 29, regulamentada pela Lei Complementar nº 141, de 13 de janeiro de 2012. Entre as mais importantes mudanças destaca-se a obrigatoriedade dos municípios aplicarem no mínimo 15% de sua arrecadação no setor de saúde.
Seguros privados de saúde no Brasil estão amplamente disponíveis e podem ser contratados individualmente, ou como um benefício laboral (geralmente grandes empregadores oferecem seguros de saúde privados a seus empregados). O sistema de saúde público é ainda acessível para aqueles que optam por obter seguros de saúde privados. Em janeiro de 2015, 50,5 milhões de brasileiros tinham algum tipo de seguros privados de saúde.

## Profissionais
O Estado republicano obriga à regulamentação das profissões consideradas indispensáveis para o bem-estar do cidadão brasileiro, através da prática assistencial responsável e segura ao ser humano. No Brasil, a regulamentação das profissões de saúde se dá através de decretos e leis somente em nível federal, envolvendo o Congresso Nacional do Brasil e o Presidente da República.
As profissões regulamentadas na área da saúde no Brasil, são:
- Médico
- Farmacêutico (Farmaceuta)
- Odontólogo (Dentista)
- Optometrista
- Assistente Social
- Médico Veterinário (Veterinário)
- Enfermeiro
- Psicólogo
- Nutricionista
- Fisioterapeuta
- Terapeuta Ocupacional
- Biólogo
- Biomédico
- Fonoaudiólogo
- Educador Físico
- Técnico em Enfermagem
- Técnico em Saneamento
- Técnico em Nutrição Dietética
- Técnico em Prótese Dentária (Protético)
- Ortoprotésico
- Paramédico (Socorrista)
- Técnico em Análises Clínicas
- Técnico em Optometria (Optometrista)
- Técnico em Ortóptica (Ortoptista)
- Técnico em Radiologia
- Técnico em Saúde Bucal
- Técnico em Reabilitação de Dependentes
- Técnico em Segurança do Trabalho

(*) Atualmente no Brasil a CBO – Classificação Brasileira de Ocupações inclui 38 profissões de saúde. A lista profissões credenciadas ao SUS abrange cerca de 70 ou mais profissões, incluindo as especialidades.

### Profissões em vias de regulamentação
Entre as atividades laborais em vias de regulamentação como profissão da área da saúde, tanto no Brasil como em outros países se incluem os profissionais de equipamentos de saúde, profissionais da atenção primária e de saúde coletiva, ou profissionais que atendam as novas demandas resultantes do que Paim designa como fatores que colaboram na emergência de um novo campo profissional, a saber: o avanço do conhecimento científico; o progresso tecnológico; a identificação de problemas que interferem no desenvolvimento da sociedade; os mercados de bens e serviços; as políticas públicas e a estrutura do complexo de organizações prestadoras de serviços. Ainda segundo esse autor a existência de uma profissão passa pela identificação de um conjunto de habilidades e conhecimentos (competências) referentes a um segmento do saber e por um elenco de valores que fornece uma identidade cultural para ação dos sujeitos.
As seguintes ocupações/profissões podem ser incluídas nessa categoria de "novas" profissões, semi-profissões, ocupações não regulamentadas, etc. Nem todas estão regulamentadas como profissão, por exemplo no Brasil, porém algumas já possuem relativa identificação (CBO) e não foram referidas acima:
- Acupunturista*
- Agente de Zoonose
- Agente de redução de danos
- Atendente de Enfermagem
- Auxiliar de Banco de Sangue
- Homeopata (não médico/ não dentista)*
- Instrumentador de Cirurgia
- Instrutor de Ioga
- Operador de Eletrocardiógrafo
- Operador de Eletroencefalógrafo
- Obstetriz (Parteira/Doula)
- Psicanalista
- Podólogo
- Quiropata
- Técnico de Ortopedia
- Massagista/ Massoterapeuta
- Terapeuta (Naturopata)
- Musicoterapeuta
- Terapeuta em dependência química**

(*) A profissão de Acupunturista, ainda está em vias de regulamentação enquanto especialidade médica (CBO 3221-05). Idem a profissão de Homeopata (não médico/ não dentista) (CBO: 3221-25), ou seja reconhecidas como especialidade médico - farmacêutica e profissional de nível técnico embora somente a acupuntura inclui-se no âmbito de especialização reconhecida para outras profissões. Nos sistema de classificação brasileiro das ocupações ambas incluem-se no grupo dos Técnicos em terapias complementares e estéticas
(**) A profissão de Terapeuta em dependência química está apenas em projeto de Lei (nº 7424/10) na Câmara de Deputados (não possui CBO) apesar de constituir-se com uma reconhecida área do saber e especialização de diversas profissões inclusive de medicina, confunde-se com as técnicas de "redução de danos"
Em 2006, no Brasil foi criada a Política Nacional de Práticas Integrativas e Complementares (PNPIC), regulamentando vinte e nove procedimentos complementares, que estão disponíveis à população através do Sistema Único de Saúde (SUS): Apiterapia, Aromaterapia, Arteterapia, Ayurveda Bioenergética, Biodança, Constelação familiar, Cromoterapia, Dança circular, Geoterapia, Hipnoterapia, Homeopatia, Imposição de mãos, Medicina antroposófica, Medicina tradicional chinesa (como taichi-chuan e liangong), Meditação, Musicoterapia, Naturopatia, Osteopatia, Ozonioterapia, Fitoterapia, Quiropraxia, Reflexoterapia, Reiki, Shantala, Terapia comunitária integrativa, Terapia de florais, Termalismo social/crenoterapia e, Yoga.